# 1986년 미국 상원의원 선거
1986년 미국 상원의원 선거는 1986년 11월에 치른 미국의 상원의원 선거이다. 로널드 레이건의 두 번째 대통령 임기 중반인 11월 4일에 열린 정기 선거에서 3급 의석 34석이 경쟁을 벌였다. 공화당은 1980년 로널드 레이건 대통령의 뒤를 이어 당선된 유난히 많은 수의 상원 신입생들을 방어해야 했다. 민주당은 8석을 확보해 7명의 신입 재직자를 물리치고 공화당이 차지했던 2석을 차지하며 통제권을 되찾았다. 이는 1981년 1월 이후 처음으로 상원의원이 되었다. 이는 현직 대통령이 속한 정당이 여전히 상원 의석을 바꾸는 동안 순손실을 입은 가장 최근의 중간선거 주기로 남아 있다.
민주당은 8석을 확보했고, 55대 45로 공화당으로부터 상원의석을 탈환했다. 그들은 1980년에 당선된 한 명을 제외한 7명의 현직 의원을 물리치고 메릴랜드와 네바다에서 은퇴한 공화당 의원들이 차지한 공석을 얻었다. 공화당은 미주리주에서 공석 1석을 얻었다. 밥 돌(R-Kansas)과 로버트 버드(D-West Virginia)는 다수당 지도자와 소수당 지도자로 직위를 교환했다. 그러나 1987년 3월 민주당 에드워드 조린스키(Edward Zorinsky)가 사망하고 그 후 공화당원으로 교체되면서 민주당 다수당은 54대 46으로 줄어들었다.
이것은 2016년까지의 마지막 선거 주기로, 이 상원의원 계층의 민주당원이 의석을 확보했다.